# Rodney Stark
Rodney Stark (Jamestown, 8 luglio 1934 – Woodway, 21 luglio 2022) è stato un sociologo e scrittore statunitense.

## Biografia
Cresciuto a Jamestown, in North Dakota (USA), da una famiglia luterana, si laureò in giornalismo all'Università di Denver nel 1959, e in sociologia all'Università della California - Berkeley nel 1965. Dopo aver insegnato per 32 anni all'Università di Washington, si trasferì nel 2004 alla Baylor University, dove fu condirettore dell'istituto di studi religiosi. 
Si specializzò in sociologia della religione, diventando uno dei maggiori esponenti della teoria della scelta razionale.
É morto il 21 luglio 2022.
Leggendo l’opera di Rodney Stark si passa dal considerare la religione “oppio dei popoli”, secondo la vulgata marxista, a fattore di civiltà e progresso. Da molti considerato massimo sociologo delle religioni è morto a 88 anni lasciando pagine estremamente significative che uniscono rigore scientifico a una prosa estremamente divulgativa, permettendo anche ai non addetti ai lavori di entrare in contatto con i suoi studi e di sfatare numerosi luoghi comuni, smascherando quel sottile complesso di inferiorità che affligge molti cattolici messi in soggezione dalle colpe loro attribuite prima ancora di verificarle. Stark, nei suoi scritti, ha insistito molto sul collegamento fra scolastica e rivoluzione scientifica. Alberto Magno, lungi dall'accettare passivamente le teorie aristoteliche, contribuì alla nascita della sperimentazione scientifica.
Secondo Stark, il Libero arbitrio ha avuto delle conseguenze comportamentali importanti nella civiltà occidentale, tra cui la tendenza a migliorare le cose senza rassegnarsi ad accettarle come sono.

## Opere

### Libri
- The Future of Religion: Secularization, Revival, and Cult formation, 1985.
- A Theory of Religion, 1987, con William Sims Bainbridge.
- The Rise of Christianity: A Sociologist Reconsiders History, 1996. Edizione in lingua italiana: Ascesa e affermazione del cristianesimo: Come un movimento oscuro e marginale è diventato in pochi secoli la religione dominante dell'Occidente; traduzione di Gabriella Tonoli, Torino, Lindau, 2007, ISBN 978-88-7180-705-8.
- Acts of Faith: Explaining the Human Side of Religion, 2000.
- One True God: Historical Consequence of Monotheism, 2001. Edizione in lingua italiana: Un unico vero Dio: Le conseguenze storiche del monoteismo, Torino, Lindau, 2009, ISBN 978-88-7180-826-0
- For the Glory of God: How Monotheism Led to Reformations, Science, Witch-Hunts, and the End of Slavery, 2003.  Edizione in lingua italiana: A gloria di Dio: Come il cristianesimo ha prodotto le eresie, la scienza, la caccia alle streghe e la fine della schiavitù, Torino, Lindau, 2010, ISBN 978-88-7180-917-5
- Exploring the Religious Life, 2004.
- The Victory of Reason: How Christianity Led to Freedom, Capitalism, and Western Success, 2005. Edizione in lingua italiana: La Vittoria della ragione: Come il cristianesimo ha prodotto libertà, progresso e ricchezza; traduzione di Gabriella Tonoli, Torino, Lindau, 2006, ISBN 978-88-7180-599-3[4].
- The Rise of Mormonism, 2005.
- Cities of God: The Real Story of How Christianity Became an Urban Movement and Conquered Rome, 2006. Edizione in lingua italiana: Le città di Dio: Come il cristianesimo ha conquistato l'Impero romano; traduzione di Valeria Fucci, Torino, Lindau, 2010.
- Discovering God. The Origins of the Great Religions and the Evolution of Belief, 2007, ISBN 978-0-06-117389-9. Edizione in lingua italiana: La scoperta di Dio: L'origine delle grandi religioni e l'evoluzione della fede; traduzione di Diana Mengo, Torino, Lindau, 2008, ISBN 978-88-7180-763-8
- God's battalions: the case for the crusades. Edizione in lingua italiana: Gli eserciti di Dio: Le vere ragioni delle crociate, Torino, Lindau, 2010, ISBN 978-88-7180-854-3.
- The Triumph of Christianity: How the Jesus Movement Became the World's Largest Religion, 2011, ISBN 0062007688. Edizione in lingua italiana: Il trionfo del Cristianesimo: Come la religione di Gesù ha cambiato la storia dell'uomo ed è diventata la più diffusa al mondo, Torino, Lindau, 2012, ISBN 978-88-6708-010-6[5].
- How the West Won: The Neglected Story of the Triumph of Modernity, 2014, ISBN 1610170857. Edizione in lingua italiana: La vittoria dell'Occidente: la negletta storia del trionfo della modernità, Torino, Lindau, 2014, ISBN 978-88-6708-305-3[6][7].
- Bearing False Witness: Debunking Centuries of Anti-Catholic History, 2016,  ISBN 1599474999. Edizione in lingua italiana: False testimonianze: Come smascherare alcuni secoli di storia anticattolica, Torino, Lindau, 2016, ISBN 978-88-67-08589-7 [8][9]

### Articoli
- Why the Jehovah's Witnesses Grow so Rapidly: a Theoretical Application nel "Journal of Contemporary Religion", Vol. 12, No. 2, 1997 con Laurence R. Iannaccone.